# Gutu, Mehedinți
Gutu este un sat în comuna Prunișor din județul Mehedinți, Oltenia, România.